# (18128) Wysner
(18128) Wysner (2000 OD5) – planetoida z grupy pasa głównego asteroid okrążająca Słońce w ciągu 3,42 lat w średniej odległości 2,27 j.a. Odkryta 24 lipca 2000 roku.